# Ямамото Масао
Ямамото Масао (яп. 山本昌男, Yamamoto Masao, нар. 1957) – японський фотограф, відомий своїми невеликими фотографіями, які прагнуть індивідуалізувати фотознімки як об'єкти.

## Біографія
Ямамото Масао народився в 1957 році в місті Гамагорі в префектурі Айті, Японія. Він розпочав навчання мистецтву як художник, вивчаючи олійний живопис у Горо Сайто у своєму рідному місті. Він використовує фотографію, щоб зафіксувати образи, які навіюють спогади. Стираючи межі між живописом і фотографією, він експериментує з поверхнею для друку. Він фарбує, тонує (чаєм), малює та рве свої фотографії. Серед його сюжетів — натюрморти, оголена натура та пейзажі. Він також створює мистецтво інсталяції зі своїми невеликими фотографіями, щоб показати, як кожен відбиток є частиною більшої реальності.

## Виставки
- é, PDX Contemporary Art, Портленд, Орегон, 2005, Галерея Sincerite, Tyohashi, 2006; Художня галерея Мізума, Токіо, 2006.
- Інсталяції, HackelBury Fine Art, Лондон; 2006 рік
- Наказора, Galerie Camera Obscura, Париж, 2006; Nakazora Galerie Gabriel Rolt, Амстердам, 2007; Quinzaine photographique Нант, Франція, 2007. . (November 2016)"
- Ямамото Масао, Galleria Carla Sozzani, Мілан, 2007; PDX Contemporary Art, Портленд, Орегон, 2007; Галерея Крейга Крулла, Санта-Моніка, січень 2008 р. (November 2016)
- Kawa=Потік . Галерея Янсі Річардсона, Нью-Йорк. вересень–жовтень 2008 р.; Сучасне мистецтво PDX, Портленд, Орегон, 2009; Fifty One Fine art photography, Антверпен, Бельгія, 2009; Галерея Крейга Крулла, Санта-Моніка, січень 2011 р. (November 2016)

## Публікації
- A box of Ku, USA: Nazraeli Press, 1998.
- Nakazora. USA: Nazraeli Press, 2001.
- The Path of Green Leaves. One Picture Book 16. Tucson, AZ: Nazraeli Press, 2002. ISBN 9781590050484. English and Japanese.
- Santoka. Japan: Harunatsuakifuyu sousho, 2003.
- Omizuao. USA: Nazraeli Press, 2003.
- Small Things in Silence. Barcelona: RM, 2014. ISBN 9788415118831ISBN 9788415118831. With a text by Jacobo Siruela, «Nature's messenger = El mensajero de la naturaleza». Text in English and Spanish.
- é. USA: Nazraeli Press, 2005.
- Fujisan. One Picture Book 48. Portland, OR: Nazraeli Press, 2008. ISBN 9781590052235ISBN 9781590052235. Edition of 500 copies.
- Yamamoto Masao. Prism Series Book 1. Cape Cod, MA:: 21st Editions, 2011. With a Text and a poem by John Wood.
- 川KAWA=Flow. Japan: Kochuten Books, 2011.
- Where we met. Belgium: Lannoo Publishers, 2011. A collaboration with Belgian drawer and painter Arpaïs Du Bois.